# Región de Analanjirofo
Analanjirofo es una región en el noreste de Madagascar. Hasta 2009 perteneció a la provincia de Toamasina. Limita con la región de Sava, en el norte, la región de Sofía en el oeste, la región de Alaotra-Mangoro en el suroeste y la región de Atsinanana en el sur.
Analanjirofo se divide en seis distritos (población en julio de 2014):
- Distrito de Fenoarivo Atsinanana 316,756
- Distrito de Mananara Avaratra 174,549
- Distrito de Maroantsetra 226,964
- Distrito de Nosy Boraha 27,267
- Distrito de Soanierana Ivongo 139,743
- Distrito de Vavatenina 177,919

La capital de la región es Fenoarivo Atsinanana, y la población se estimó en 860.800 habitantes en 2004. El área de la región de Analanjirofo es 21.930 kilómetros cuadrados (8.467 millas cuadradas).